# Liste des universités du Vietnam
Cet article est une liste des universités du Vietnam.

## Universités nationales
- Université nationale du Viêt Nam de Hanoï (VNU-Hanoi)  (Đại học Quốc gia Hà Nội) 
  - Université nationale d'économie (Trường Đại học Kinh tế)
  - Université d’éducation de Hanoï (Trường Đại Học Giáo Dục)
  - Université d'ingénierie et technologie de Hanoï (Trường Đại học Công nghệ)
  - Université des langues et études internationales de Hanoï  (Trường Đại học Ngoại ngữ) 
  - Université des sciences naturelles de Hanoï  (Trường Đại học Khoa học Tự nhiên) 
  - Université des sciences sociales et humaines de Hanoï  (Trường Đại học Khoa học Xã hội và Nhân văn) 
  - École de commerce (Khoa Quản trị Kinh doanh) 
  - École de droit (Khoa Luật) 
  - École des études supérieures  (Khoa Sau Đại học) 
  - École de médecine et pharmacie  (Khoa Y – Dược) 
  - École internationale (Khoa Quốc tế)
- Université nationale du Viêt Nam d’Hô-Chi-Minh-Ville (VNU-HCM)  (Đại học Quốc gia Thành phố Hồ Chí Minh) 
  - Université polytechnique d'Hô-Chi-Minh-Ville  (Trường Đại học Bách khoa) 
  - Université des sciences naturelles d'Hô-Chi-Minh-Ville  (Trường Đại học Khoa học Tự nhiên) 
  - Université des sciences sociales et humaines d'Hô-Chi-Minh-Ville  (Trường Đại học Khoa học Xã hội và Nhân văn) 
  - Université internationale d'Hô-Chi-Minh-Ville  (Trường Đại học Quốc tế) 
  - Université d'informatique d'Hô-Chi-Minh-Ville  (Trường Đại học Công Nghệ Thông Tin) 
  - Université d'économie et droit d'Hô-Chi-Minh-Ville  (Trường Đại Học Kinh Tế - Luật) 
  - Faculté de médecine (Khoa Y)

## Universités régionales
- Université de Thai Nguyen (Đại học Thái Nguyên), une université du Nord-Est du Viêt Nam
  - Collège d’agriculture et sylviculture de Thai Nguyen  (Trường Đại học Nông Lâm) 
  - Collège d’economie et commerce de Thai Nguyen  (Trường Đại học Kinh tế và Quản trị Kinh doanh) 
  - Collège d’education de Thai Nguyen  (Trường Đại học Sư phạm) 
  - Collège de informatique et communication de Thai Nguyen  (Trường Đại học Công nghệ Thông tin và Truyền thông) 
  - Collège de médecine et pharmacie de Thai Nguyen  (Trường Đại học Y Dược) 
  - Collège des sciences de Thai Nguyen  (Trường Đại học Khoa học) 
  - Collège de technologie industrielle de Thai Nguyen  (Trường Đại học Kỹ thuật Công nghiệp) 
  - Faculté internationale  (Khoa Quốc tế) 
  - Faculté des langues étrangères (Khoa Ngoại ngữ)
- Université de Hué  (Đại học Huế), une université de la côte centrale du Nord
  - Collège des arts de Hué  (Trường Đại học Nghệ thuật) 
  - Collège d’agriculture et sylviculture de Hué  (Trường Đại học Nông lâm) 
  - Collège d’économie de Hué  (Trường Đại học Kinh tế) 
  - Collège d’education de Hué  (Trường Đại học Sư phạm) 
  - Collège des langues étrangères de Hué  (Trường Đại học Ngoại ngữ) 
  - Collège de médecine de Hué  (Trường Đại học Y khoa)
- Université de Danang  (Đại học Đà Nẵng), une université de la côte centrale du Sud
  - Collège d’économie de Da Nang  (Trường Đại học Kinh tế) 
  - Collège d’éducation de Da Nang  (Trường Đại học Sư phạm) 
  - Collège d’industrie de Da Nang  (Trường Đại học Công nghiệp) 
  - Collège d’informatique de Da Nang  (Trường Đại học Công nghệ Thông tin) 
  - Collège des langues étrangères de Da Nang  (Trường Đại học Ngoại ngữ) 
  - Collège de technologie de Da Nang  (Trường Đại học Công nghệ) 
  - Campus de l'université de Đà Nẵng à Kon Tum  (Phân hiệu Đại học Đà Nẵng tại Kon Tum)
- Université de Tay Bac  (Trường Đại học Tây Bắc), une université du nord-ouest du Viêt Nam
- Université de Vinh  (Trường Đại học Vinh), une université de la côte centrale du Nord
- Université de Quy Nhon  (Trường Đại học Quy Nhơn), une université de la côte centrale du Sud
- Université de Tay Nguyen  (Trường Đại học Tây Nguyên), une université des montagnes centrales
- Université de Can Tho  (Trường Đại học Cần Thơ), une université de la région du delta du Mékong

## Universités publiques

### Grandes universités

#### Grandes universités à Hanoï
- Université d’agriculture de Hanoï  (Trường Đại học Nông nghiệp Hà Nội)
- Université de médecine de Hanoï  (Trường Đại học Y Hà Nội)
- Université nationale d'économie  (Trường Đại học Kinh tế Quốc dân)
- Université nationale d'éducation de Hanoï  (Trường Đại học Sư Phạm Hà Nội)
- Université polytechnique de Hanoï  (Trường Đại học Bách Khoa Hà Nội)

#### Grandes universités à Hô-Chi-Minh-Ville
- Université de technologie et d'éducation de Hô-Chi-Minh-Ville (Trường Đại học Sư phạm Kỹ thuật Thành phố Hồ Chí Minh)
- Université d'économie d'Hô-Chi-Minh-Ville  (Trường Đại học Kinh tế Thành phố Hồ Chí Minh)
- Université de pharmacie et médecine d'Hô-Chi-Minh-Ville  (Trường Đại học Y Dược Thành phố Hồ Chí Minh)
- Université de pédagogie de Hô-Chi-Minh-Ville   (Trường Đại học Sư phạm Thành phố Hồ Chí Minh)

### Universités publiques

#### Universités publiques à Hanoï
- Université de Hanoï  (Trường Đại học Hà Nội)
- Université des ressources naturelles et de environnement de Hanoï  (Trường Đại học Tài nguyên và Môi trường Hà Nội)
- Université des beaux-arts du Vietnam  (Trường Đại học Mỹ thuật Việt Nam)
- Université d'architecture de Hanoï  (Trường Đại học Kiến trúc Hà Nội)
- Université des arts industriels  (Trường Đại học Mỹ thuật Công nghiệp)
- Université de commerce du Vietnam  (Trường Đại học Thương mại)
- Université de commerce extérieur  (Trường Đại học Ngoại Thương)
- Université de culture de Hanoï   (Trường Đại học Văn Hoá Hà Nội)
- Université de droit de Hanoï  (Trường Đại học Luật Hà Nội)
- Université d'éducation artistique  (Trường Đại học Sư phạm Nghệ thuật Trung ương)
- Université d'énergie électrique  (Trường Đại học Điện lực)
- Université de génie civil de Hanoï  (Trường Đại học Xây Dựng)
- Université d'industrie de Hanoï  (Trường Đại học Công Nghiệp Hà Nội)
- Université des mines et de géologie  (Trường Đại học Mỏ - Địa chất)
- Université de pédagogie de Hanoï 2  (Trường Đại học Sư Phạm Hà Nội 2)
- Université de pharmacie de Hanoï  (Trường Đại học Dược Hà Nội)
- Université des ressources hydriques  (Trường Đại học Thủy lợi)
- Université de sylviculture du Vietnam  (Trường Đại học Lâm nghiệp Việt Nam)
- Université de santé publique de Hanoï  (Trường Đại học Y tế Công cộng)
- Université des syndicats  (Trường Đại học Công Đoàn)
- Université de théâtre et cinéma de Hanoï  (Trường Đại học Sân khấu – Điện ảnh Hà Nội)
- Université de transport et communications  (Trường Đại học Giao thông Vận tải)
- Université de la technologie de transport Hanoï  (Trường đại học Công nghệ Giao thông Vận tải Hà Nội)
- Université de travail et des affaires sociales  (Trường Đại học Lao động và Xã hội)
- Université maritime du Vietnam  (Trường Đại học Hàng hải Việt Nam)
- Université ouverte de Hanoï  (Viện Đại học Mở Hà Nội)
- Université technique Le-Quy-Don  (Đại học Kỹ thuật Lê Quý Đôn ou Học viện Kỹ thuật Quân sự)

#### Universités publiques à Hô-Chi-Minh-Ville
- Université de Technologie et d'Éducation d'Hô-Chi-Minh-Ville (Trường Đại học Sư phạm Kỹ thuật Thành phố Hồ Chí Minh)
- Université d'agriculture et sylviculture d'Hô-Chi-Minh-Ville  (Trường Đại học Nông lâm Thành phố Hồ Chí Minh)
- Université d'architecture d'Hô-Chi-Minh-Ville  (Trường Đại học Kiến trúc Thành phố Hồ Chí Minh)
- Université de banque d'Hô-Chi-Minh-Ville  (Trường Đại học Ngân hàng Thành phố Hồ Chí Minh)
- Université des beaux-arts d’Hô-Chi-Minh-Ville  (Trường Đại học Mỹ thuật Thành phố Hồ Chí Minh)
- Université de culture d’Hô-Chi-Minh-Ville  (Trường Đại học Văn Hoá Thành phố Hồ Chí Minh)
- Université de droit d'Hô-Chi-Minh-Ville  (Trường Đại học Luật Thành phố Hồ Chí Minh)
- Université de finance et commercialisation  (Trường Đại học Tài chính - Marketing)
- Université d’industrie d'Hô-Chi-Minh-Ville  (Trường Đại học Công nghiệp Thành phố Hồ Chí Minh)
- Université d'industrie alimentaire d’Hô-Chi-Minh-Ville  (Trường Đại học Công nghiệp Thực phẩm Thành phố Hồ Chí Minh)
- Université de médicine Pham Ngoc Thach  (Trường Đại học Y khoa Phạm Ngọc Thạch)
- Université de pédagogie d'Hô-Chi-Minh-Ville  (Trường Đại học Sư phạm hành phố Hồ Chí Minh)
- Université des ressources naturelles et de environnement d’Hô-Chi-Minh-Ville  (Trường Đại học Tài nguyên và Môi trường Thành phố Hồ Chí Minh)
- Université de Saigon  (Trường Đại học Sài gòn)
- Université des sports et gymnastics d’Hô-Chi-Minh-Ville  (Trường Đại học Thể dục Thể thao Thành phố Hồ Chí Minh)
- Université de théâtre et cinéma d'Hô-Chi-Minh-Ville  (Trường Đại học Sân khấu – Điện ảnh Thành phố Hồ Chí Minh)
- Université de transport d'Hô-Chi-Minh-Ville  (Trường Đại học Giao Thông Vận Tải Thành phố Hồ Chí Minh)
- Université ouverte d'Hô-Chi-Minh-Ville  (Trường Đại học Mở Thành phố Hồ Chí Minh)
- Université Ton Duc Thang  (Trường Đại học Tôn Đức Thắng)
- Université vietnamienne-allemande  (Trường Đại học Việt-Đức)
- Deuxième campus de Université de commerce extérieur  (Trường Đại học Ngoại thương, Cơ sở II tại Thành phố Hồ Chí Minh)
- Deuxième campus de Université des ressources hydriques  (Trường Đại học Thuỷ lợi, Cơ sở II tại Thành phố Hồ Chí Minh)
- Deuxième campus de Université de travail et des affaires sociales (Trường Đại học Lao động và Xã hội, Cơ sở II tại Thành phố Hồ Chí Minh)
- Deuxième campus de Université de transport et communication  (Trường Đại học Giao thông Vận tải, Cơ sở II tại Thành phố Hồ Chí Minh)

#### Universités d'autres municipalités et provinces
- Ville de Cần Thơ
  - Université de médecine et pharmacie de Can Tho  (Trường Đại học Y dược Cần Thơ) 
  - Université d'ingénierie et technologie de Can Tho  (Trường Đại học Kỹ thuật – Công nghệ Cần Thơ)
- Ville de Đà Nẵng
  - Université des sports et gymnastics de Da Nang  (Trường Đại học Thể dục Thể thao Đà Nẵng)
- Ville de Hải Phòng
  - Université de Hai Phong  (Trường Đại học Hải Phòng) 
  - Université médicale de Hai Phong  (Trường Đại học Y Hải Phòng)
- Province d'An Giang
  - Université d'An Giang  (Trường Đại học An Giang)
- Province de Bạc Liêu
  - Université de Bac Lieu  (Trường Đại học Bạc Liêu)
- Province de Bắc Giang
  - Université d'agriculture et sylviculture de Bac Giang  (Trường Đại học Nông - Lâm Bắc Giang)
- Province de Bắc Ninh
  - Université des sports et gymnastics de Bac Ninh  (Trường Đại học Thể dục Thể thao Bắc Ninh)
- Province de Bình Dương
  - Université de Thu Dau Mot  (Trường Đại học Thủ Dầu Một)
- Province de Đồng Nai
  - Université de Dong Nai  (Trường Đại học Đồng Nai)
- Province de Đồng Tháp
  - Université de Dong Thap  (Trường Đại học Đồng Tháp)
- Province de Hà Tĩnh
  - Université de Ha Tinh  (Trường Đại học Hà Tĩnh)
- Province de Hải Dương
  - Université de Hai Duong  (Trường Đại học Hải Dương)
- Province de Hưng Yên
  - Université de pédagogie technique de Hung Yen  (Trường Đại học Sư phạm Kỹ thuật Hưng Yên)
- Province de Khánh Hòa
  - Université de Nha Trang  (Trường Đại học Nha Trang)
- Province de Lâm Đồng
  - Université de Dalat  (Trường Đại học Đà Lạt)
- Province de Nam Định
  - Université des soins infirmiers de Nam Dinh  (Trường Đại học Điều dưỡng Nam Định) 
  - Université de pédagogie technique de Nam Dinh  (Trường Đại học Sư phạm Kỹ thuật Nam Định)
- Province de Nghệ An
  - Université de médecine de Vinh  (Trường Đại học Y khoa Vinh)
- Province de Ninh Bình
  - Université Hoa Lu  (Trường Đại học Hoa Lư)
- Province de Phú Thọ
  - Université Hung Vuong de Phu Tho  (Trường Đại học Hùng Vương - Phú Thọ)
- Province de Phú Yên
  - Université de Phu Yen  (Trường Đại học Phú Yên)
- Province de Quảng Bình
  - Université de Quang Binh  (Trường Đại học Quảng Bình)
- Province de Quảng Nam
  - Université de Quang Nam  (Trường Đại học Quảng Nam)
- Province de Quảng Ngãi
  - Université Pham Van Dong  (Trường Đại học Phạm Văn Đồng)
- Province de Tiền Giang
  - Université de Tien Giang  (Trường Đại học Tiền Giang)
- Province de Thái Bình
  - Université de Thai Binh  (Trường Đại học Thái Bình) 
  - Université de médecine et pharmacie de Thai Binh  (Trường Đại học Y dược Thái Bình)
- Province de Thanh Hóa
  - Université Hong Duc  (Trường Đại học Hồng Đức) 
  - Université de culture, sport et tourisme de Thanh Hoa  (Trường Đại học Văn hoá, Thể Thao và Du lịch Thanh Hoá)
- Province de Trà Vinh
  - Université de Tra Vinh  (Trường Đại học Trà Vinh)
- Province de Vĩnh Long
  - Université de pédagogie technique de Vinh Long  (Trường Đại học Sư phạm Kỹ thuật Vĩnh Long)

## Académies et Instituts
- Académie d'aviation du Viet Nam  (Học viện Hàng không Việt Nam)
- Académie de banque  (Học viện Ngân hàng)
- Académie de cryptographie technique  (Học viện Kỹ thuật Mật mã)
- Académie de diplomatie du Viet Nam  (Học viện Ngoại giao Việt Nam)
- Académie de finance  (Học viện Tài chính)
- Académie de sécurité du peuple (Học viện An ninh Nhân dân)
- Académie de police populaire (Học viện Công an Nhân dân)
- Académie de musique de Hué  (Học viện Âm nhạc Huế)
- Académie de journalisme et communication  (Học viện Báo chí và Tuyên truyền)
- Académie de justice  (Học viện Tư pháp)
- Académie de médecine traditionnelle du Vietnam  (Học viện Y dược học Cổ truyền Việt Nam)
- Académie nationale d'administration publique  (Học viện Hành chính Quốc Gia)
- Académie des sciences sociales (Học viện Khoa học Xã hội)
- Académie nationale de musique du Vietnam  (Học viện Âm nhạc Quốc gia Việt Nam)
- Académie de la jeunesse du Vietnam (Học viện Thanh thiếu niên Việt Nam)
- Académie nationale de politique et administration publique Ho Chi Minh  (Học viện Chính trị - Hành chính Quốc gia Hồ Chí Minh)
- Conservatoire d'Hô-Chi-Minh-Ville  (Nhạc viện Thành phố Hồ Chí Minh)
- Institut national de gestion d'éducation  (Học viện Quản lý Giáo dục)
- Institut technique de poste et télécommunication  (Học viện Bưu chính – Viễn thông)

## Universités privées

### Universités privées à Hanoï
- Université Dai Nam  (Trường Đại học Đại Nam)
- Université Dong Do  (Trường Đại học Đông Đô)
- Université de commerce et technologie de Hanoi  (Trường Đại học Kinh Doanh và Công Nghệ Hà Nội)
- Université FPT  (Trường Đại học FPT)
- Université de finance et banque de Ha Noi  (Trường Đại học Tài chính – Ngân hàng Hà Nội)
- Université Hoa Binh  (Trường Đại học Hoà Bình)
- Université internationale Bac Ha  (Trường Đại học Quốc Tế Bắc Hà)
- Université Nguyen Trai  (Trường Đại học Nguyễn Tất Thành)
- Université Phuong Dong  (Trường Đại học Phương Đông)
- Université Thang Long  (Trường Đại học Thăng Long)
- Université Thanh Do  (Trường Đại học Thành Đô)
- Université Thanh Tay  (Trường Đại học Thành Tây)

### Universités privées à Hô-Chi-Minh-Ville
- Université d’économie et finance  (Trường Đại học Kinh Tế - Tài Chính Thành phố Hồ Chí Minh)
- Université Gia Đinh  (Trường Đại học Gia Định)
- Université Hoa Sen  (Trường Đại học Hoa Sen)
- Université Hung Vuong d'Hô-Chi-Minh-Ville  (Trường Đại học Hùng Vương Thành phố Hồ Chí Minh)
- Université internationale Hong Bang  (Trường Đại học Quốc Tế Hồng Bàng)
- Université internationale Saigon  (Trường Đại học Quốc Tế Sài Gòn)
- Université des langues étrangères et informatique de Hô-Chi-Minh-Ville  (Trường Đại học Ngoại ngữ Tin học Thành phố Hồ Chí Minh)
- Université Nguyen Tat Thanh  (Trường Đại học Nguyễn Tất Thành)
- Université de technologie d'Hô-Chi-Minh-Ville  (Trường Đại học Công nghệ Thành phố Hồ Chí Minh; HUTECH)
- Université de technologie Saigon  (Trường Đại học Công nghệ Sài Gòn)
- Université Van Hien  (Trường Đại học Văn Hiến)
- Université Van Lang  (Trường Đại học Văn Lang)
- Campus de Université FPT à Hô-Chi-Minh-Ville  (Trường Đại học FPT, Cơ sở tại Thành phố Hồ Chí Minh)

### Autres universités privées
- Université d'architecture de Da Nang  (Trường Đại học Kiến trúc Đà Nẵng), à Đà Nẵng
- Université Chu Van An  (Trường Đại học Chu Văn An), à Phú Yên
- Université Cuu Long  (Trường Đại học Cửu Long), à Vĩnh Long
- Université de Binh Duong  (Trường Đại học Bình Dương), à Bình Dương
- Université de Ba Ria – Vung Tau  (Trường Đại học Bà Rịa – Vũng Tàu), à Bà Rịa – Vũng Tàu
- Université Duy Tan  (Trường Đại học Duy Tân), à Đà Nẵng
- Université Dong A  (Trường Đại học Đông Á), à Đà Nẵng
- Université d’économie et industrie Long An  (Trường Đại học Kinh tế - Công nghiệp Long An), à Long An
- Université Kinh Bac  (Trường Đại học Đông Đô), à Bắc Ninh
- Université Lac Hong  (Trường Đại học Lạc Hồng), à Đồng Nai
- Université Luong The Vinh  (Trường Đại học Lương Thế Vinh), à Nam Định
- Université Ha Hoa Tien  (Trường Đại học Hà Hoa Tiên), à Hà Nam
- Université d’industrie de Vinh  (Trường Đại học Công nghiệp Vinh), à Nghệ An
- Université internationale Mien Dong  (Trường Đại học Quốc Tế Miền Đông), à Bình Dương
- Université Phan Chau Trinh  (Trường Trường Đại học Phan Châu Trinh), à Quảng Nam
- Université de Phan Thiet  (Trường Trường Đại học Phan Thiết), à Province de Bình Thuận
- Université Phu Xuan  (Trường Trường Đại học Phú Xuân), à Thừa Thiên – Huế
- Université privée de Hai Phong  (Trường Đại học Dân lập Hải Phòng), à Hải Phòng
- Université Quang Trung  (Trường Đại học Quang Trung), à Bình Định
- Université Tan Tao  (Trường Đại học Tân Tạo), à Long An
- Université Tay Do  (Trường Đại học Tây Đô), à Cần Thơ
- Université de technologie Dong A  (Trường Đại học Công nghệ Đông Á), à Bắc Ninh
- Université de technologie de Dong Nai  (Trường Đại học Công nghệ Đồng Nai), à Đồng Nai
- Université de technologie Van Xuan  (Trường Đại học Công nghệ Vạn Xuân), à Nghệ An
- Université Thanh Dong  (Trường Đại học Thành Đông), à Hải Dương
- Université Trung Vuong  (Trường Đại học Trưng Vương), à Vĩnh Phúc
- Université Thai Binh Duong  (Trường Đại học Thái Bình Dương), à Khánh Hoà
- Université Viet Bac  (Trường Đại học Việt Bắc), à Thái Nguyên
- Université Vo Truong Toan  (Trường Đại học Võ Trường Toản), à Hậu Giang
- Université Yersin de Dalat  (Trường Đại học Yersin Đà Lạt), à Lâm Đồng

## Universités étrangères
- Université britannique du Vietnam, à Hanoï
- Institut de la francophonie pour l'informatique, à Hanoï
- Université internationale RMIT, à Hanoï et Hô-Chi-Minh-Ville
- Université britannique du Vietnam (U.K.)
- Université Griggs Vietnam (U.S.)
- London Collège for Design & Fashion (U.K.)
- PSB Collège Vietnam (Singapore)
- Collège international Raffles (Singapore)
- Université de médecine et de pharmacie du Vietnam (Australie)